# Różyczka
Różyczka ist ein polnischer Spielfilm aus dem Jahr 2010.

## Handlung
Der Film spielt in der Volksrepublik Polen 1967 bis 1968. Die attraktive Kamila Sakowicz und Roman Rożek sind ein Liebespaar. Kamila weiß jedoch zunächst nicht, dass Roman ein Offizier der polnischen Staatssicherheit ist. Nach einiger Zeit lädt er sie in seine Dienstwohnung ein. Nach einigen Liebesnächten bittet Roman Kamila um einen Gefallen. Kamila soll sich dem bekannten Schriftsteller und Literaturprofessor Adam Warczewski nähern und Berichte über seine Ansichten und Kontakte erstellen. Kamila unterschreibt eine Erklärung über ihre Mitarbeit mit der Staatssicherheit und entscheidet sich für die Pseudonym Różyczka (Röschen). Roman behauptet, Warczewski sei ein zionistischer, konterrevolutionärer Oppositioneller, der seinen jüdischen Namen Wajner hinter dem polnischen Namen Warczewski verstecke.
Kamila nähert sich dem Professor, der sie zu sich nach Hause einlädt und sie mit der polnischen Klassik und der Exilliteratur bekannt macht. Der Professor ist Witwer und alleinerziehender Vater einer kleinen Tochter. Das Verhältnis zwischen Kamila und Warczewskis Familie wird enger und ihre Berichte für die Staatssicherheit ausführlicher und interessanter. Schließlich wird aus Kamila und dem Professor ein Liebespaar. Roman erhält weiterhin interessante Berichte, doch seine Eifersucht ist ebenso groß wie sein beruflicher Ehrgeiz. Als die polnische Regierung unter Władysław Gomułka Kazimierz Dejmeks Theaterinszenierung Dziady von Adam Mickiewicz aufgrund antirussischer Stimmungsmache absetzt, fordert Warczewski in einer Sitzung des PEN-Clubs zum Protest auf. Kamila ist Protokollführerin der Sitzung, leitet das Protokoll an die Staatssicherheit gemeinsam mit ihrer Kündigung der Zusammenarbeit weiter. Sie hat sich für Adam Warczewski entschieden und möchte den Professor heiraten.
Roman ist verzweifelt in seiner Eifersucht und informiert Adam Warczewski während einer Milizaktion gegen die protestierenden Warschauer Studenten über die Mitarbeit Kamilas mit der Staatssicherheit. Nach der Niederschlagung der Unruhen wird Warczewski von Gomułka als Beispiel jüdischer antisozialistischer Elemente in der polnischen Gesellschaft hervorgehoben. Die antisemitische Hetze sorgt im Laufe des nächsten Jahres dafür, dass 15.000 jüdische Mitbürger die Volksrepublik Polen ohne Anrecht auf Rückkehr verlassen müssen. Gleichzeitig wird jedoch auch Roman Rożek, der ursprünglich Rożen hieß, als jüdisch demaskiert und aus der Staatssicherheit entlassen. Auch er muss das Land verlassen. Doch zuvor wird er Zeuge, wie Kamila und der Professor heiraten. In einem letzten Akt der Eifersucht ermordet er den Professor.

## Auszeichnungen
- Internationales Filmfestival Moskau 2010: Preis für die beste Regie
- Polnisches Filmfestival Gdynia: Grand Prix für den besten Film, Preis für die beste Hauptdarstellerin, Preis für den besten Ton und Publikumspreis
- Polnischer Filmpreis 2011: Bester Hauptdarsteller (Robert Więckiewicz)